# David Palmer (baseball)
Pour les articles homonymes, voir David Palmer et Palmer.
David William Palmer, Jr., né le 19 août 1957 à Glens Falls (New York), est un joueur de baseball évoluant comme lanceur dans la Ligue nationale entre 1978 et 1988 avec les Expos de Montréal, les Braves d'Atlanta et les Phillies de Philadelphie, et dans la Ligue américaine en 1989 avec les Tigers de Detroit.

## Carrière

### Avec les Expos
Après avoir brillé comme lanceur dans le High School de sa ville natale, David Palmer a été choisi par les Expos de Montréal lors du 21e tour du repêchage amateur de 1976. Il a fait ses débuts avec l'équipe le 9 septembre 1978. Il a connu sa meilleure saison dans l'uniforme des montréalais en 1979 avec une fiche de 11 victoires contre 2 défaites et une moyenne de points mérités de 2,64. Après une campagne de 8 victoires contre 6 échecs en 1980, Palmer a été aux prises avec de sérieux ennuis de santé qui l'ont relégué aux rangs mineurs pendant les deux saisons suivantes. Les blessures l'ont ensuite tenu à l'écart du jeu pendant toute la saison 1983.
Le 21 avril 1984, David Palmer a connu son moment de gloire alors qu'il a lancé un match parfait de 5 manches dans la deuxième partie d'un programme double disputé par les Expos au Busch Stadium face aux Cardinals de Saint-Louis. L'arbitre du marbre a mis fin à la rencontre interrompue par la pluie. Palmer a donné à son équipe une victoire de 4 à 0, mais malheureusement pour lui, celle-ci n'a pas été retenue par les officiels du baseball majeur dans la liste des matchs parfaits, puisque le match n'avait duré que 5

### Après les Expos
À la fin de la saison 1985, David Palmer a obtenu son statut de joueur autonome. C'est à ce titre qu'il a signé en décembre une entente avec les Braves d'Atlanta. Palmer a passé deux saisons avec les Braves, complétant avec une fiche de 19 victoires et 21 défaites. Il s'est joint ensuite aux Phillies de Philadelphie. Après une saison à Philadelphie, Palmer est passé à la Ligue américaine avec les Tigers de Detroit, avec lesquels il n'a joué que 5 matchs. Il a ensuite signé en juillet 1989 une entente avec les Indians de Cleveland. Palmer a passé le reste de la saison dans les rangs mineurs et n'a pas eu la chance de lancer pour les Indians avant de recevoir son congé, qui devait mettre un terme à sa carrière.

## Statistiques[1]
| Saisons   | Équipes                  | G   | IP     | H    | BB  | SO  | W  | L  | SHO | ERA  |
| --------- | ------------------------ | --- | ------ | ---- | --- | --- | -- | -- | --- | ---- |
| 1978-1985 | Expos de Montréal        | 122 | 5762⁄3 | 532  | 209 | 370 | 38 | 26 | 3   | 3,26 |
| 1986-1987 | Braves d'Atlanta         | 63  | 362    | 350  | 166 | 281 | 19 | 21 | 0   | 4,18 |
| 1988      | Phillies de Philadelphie | 22  | 129    | 129  | 48  | 85  | 7  | 9  | 1   | 4,47 |
| 1989      | Tigers de Détroit        | 5   | 171⁄3  | 25   | 11  | 12  | 0  | 3  | 0   | 7,79 |
| TOTAUX    |                          | 212 | 1085   | 1036 | 434 | 748 | 64 | 59 | 4   | 3,78 |